# Альбер Женіко
Альбер Женіко (фр. Albert Jenicot, 15 лютого 1885, Лілль — 22 лютого 1916, Вашровіль) — французький футболіст, що грав на позиції нападника за клуб «Рубе», а також національну збірну Франції.

## Клубна кар'єра
У дорослому футболі дебютував 1904 року виступами за команду «Рубе», кольори якої і захищав протягом усієї своєї кар'єри гравця, що тривала шість років.

## Виступи за збірну
У 1908 року дебютував в офіційних матчах у складі національної збірної Франції. Загалом того року провів у її формі 2 матчі.
У складі умовно другого складу збірної був учасником футбольного турніру на Олімпійських іграх 1908 року у Лондоні.

## Подальше життя
Брав участь у Першій світовій війні. Загинув 22 лютого 1916 року на 32-му році життя у Вашровілі.